# Kanton Capestang
Kanton Capestang (francouzsky Canton de Capestang) je francouzský kanton v departementu Hérault v regionu Languedoc-Roussillon. Tvoří ho devět obcí.

## Obce kantonu
- Capestang
- Creissan
- Maureilhan
- Montady
- Montels
- Nissan-lez-Enserune
- Poilhes
- Puisserguier
- Quarante